# George Haven Putnam
George Haven Putnam, född den 2 april 1844 i London, död den 27 februari 1930, var en amerikansk bokförläggare. Han var son till George Palmer Putnam och farbror till George P. Putnam.
Putnam var direktör för den av fadern grundlagda förlags- och boktryckerifirman samt verkade liksom denne för den litterära äganderätten. År 1912 utgav han en levnadsteckning över fadern och senare bland annat Memories of a publisher (1915) och Some memories of the civil war (1924). 